# ایاکا نوگوچی
ایاکا نوگوچی (انگلیسی: Ayaka Noguchi؛ زادهٔ ۲۵ اکتبر ۱۹۹۵) بازیکن فوتبال اهل ژاپن است.
از باشگاه‌هایی که در آن بازی کرده‌است می‌توان به باشگاه فوتبال آی ان ای سی کوبه لئونسا اشاره کرد.